# Bayraklı
Bayraklı is een Turks district in de provincie İzmir en telt 314.402 inwoners (2017). Het district heeft een oppervlakte van 200 km².
De bevolkingsontwikkeling van het district is weergegeven in onderstaande tabel.
| Jaar | Inwonersaantal |
| ---- | -------------- |
| 2008 | 303.816        |
| 2009 | 306.427        |
| 2010 | 307.898        |
| 2011 | 309.147        |
| 2012 | 309.137        |
| 2013 | 310.656        |
| 2014 | 310.765        |
| 2015 | 312.263        |
| 2016 | 314.008        |
| 2017 | 314.402        |

Aliağa · Balçova · Bayraklı · Bayındır · Bergama · Beydağ · Bornova · Buca · Çeşme · Çiğli · Dikili · Foça · Gaziemir · Güzelbahçe · Karabağlar · Karaburun · Karşıyaka · Kemalpaşa · Kınık · Kiraz · Konak · Menderes · Menemen · Narlıdere · Ödemiş · Seferihisar · Selçuk · Tire · Torbalı · Urla